# Lanzone della Corte
 (mars 2025).
 (mars 2025).
Si vous disposez d'ouvrages ou d'articles de référence ou si vous connaissez des sites web de qualité traitant du thème abordé ici, merci de compléter l'article en donnant les références utiles à sa vérifiabilité et en les liant à la section « Notes et références ».
Lanzone della Corte est un gentilhomme et homme politique milanais du Moyen Âge.

## Biographie
Chef de parti, Lanzone se signala dans le 11e siècle, à l'époque où les villes d'Italie commençaient à secouer le joug de l'autorité impériale pour se constituer en républiques. Quelques nobles voulaient alors fonder une oligarchie sur les ruines de la domination des empereurs : Lanzone prit, en 1041, la defense de ses concitoyens opprimés par le reste de la noblesse ; il s'offrit pour chef au parti populaire. Il donna une constitution à la nouvelle république, dont il demeura le premier magistrat: il attaqua les nobles dans leurs forteresses, et les chassa tous de la ville. Lanzone sut aussi associer sa cause à celle de l'empereur Henri III, dont il alla solliciter les secours en Allemagne ; et après avoir intimidé la noblesse milanaise, il la força d'accepter les conditions qui lui furent imposées par la république de Milan.